# Philipp Jakob Scheffauer

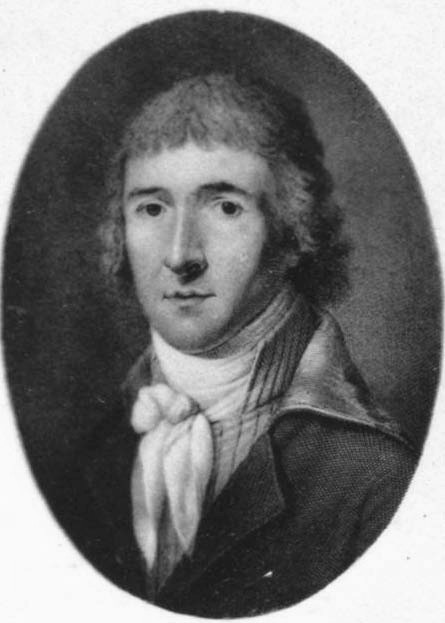
Porträt von
Philipp Jakob Scheffauer

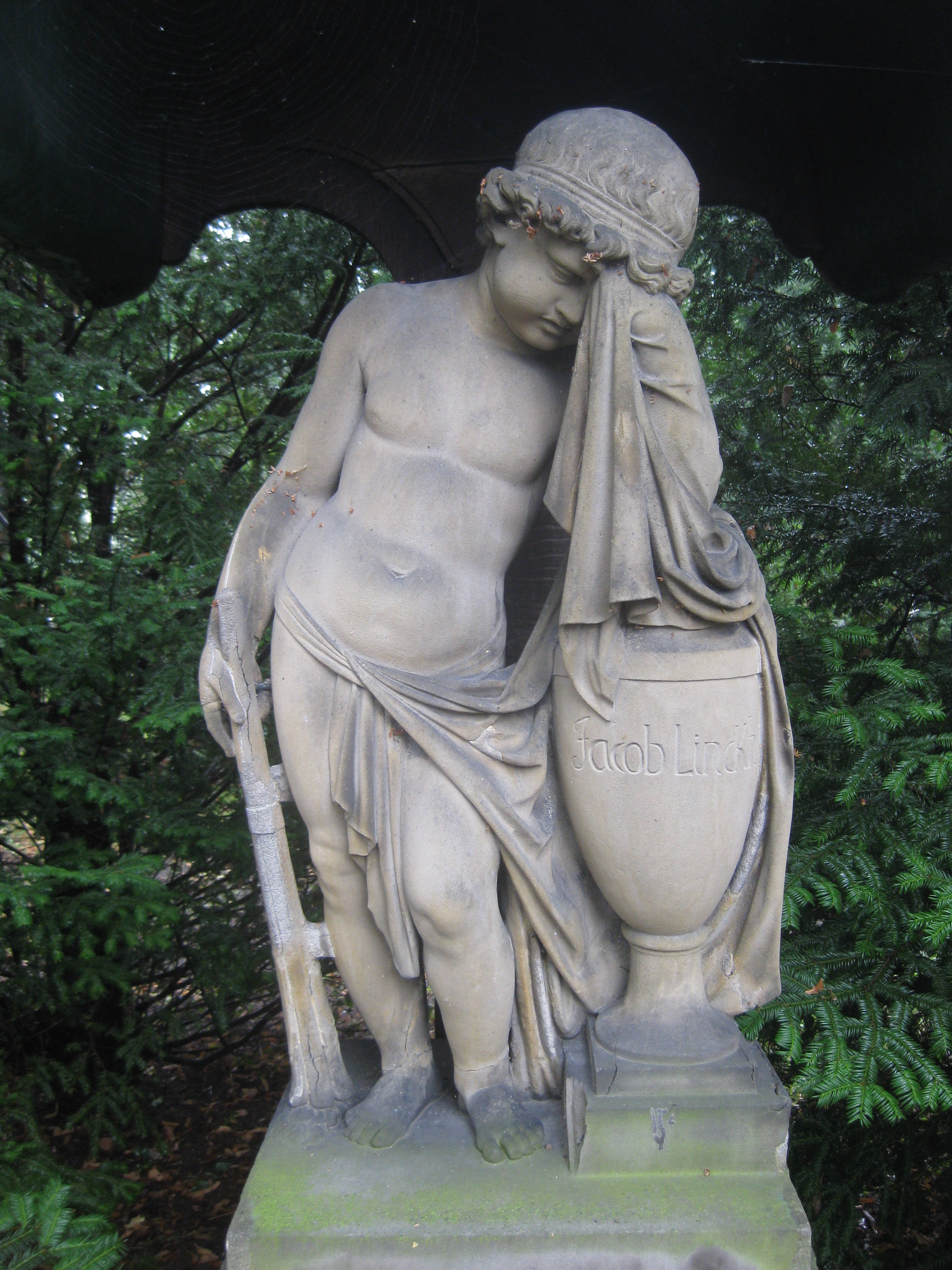
Trauernder Genius

Philipp Jakob von Scheffauer (* 7. Mai 1756 in Stuttgart; † 13. November 1808 in Stuttgart) war ein deutscher Bildhauer.

## Biografie
Der Lakaiensohn war ein Studiengenosse Danneckers an der Hohen Karlsschule. Unmittelbar nach Abschluss seiner Ausbildung wurde er 1780
zum Hofbildhauer ernannt und 1783 zum weiteren Studium zusammen mit Dannecker nach Paris und Rom geschickt. 1789 erhielten die beiden Künstler den Befehl, nach Stuttgart zurückzukehren. Ein Jahr später, zeitgleich mit Dannecker, wurde Scheffauer unter Beibehaltung seines Amts als Hofbildhauer Professor für Bildhauerei an seiner ehemaligen Ausbildungsstätte und wirkte dort, bis sie 1794 aufgelöst wurde. Außerdem erhielt er den Württembergischen Zivilverdienstorden, der mit dem persönlichen Adel verbunden war. 1790 heiratete er Johanna Christina Carolina Heigelin. Er starb nach einer längeren Krankheit und ist auf dem Stuttgarter Hoppenlaufriedhof begraben (Grabmal von Antonio Isopi).
Eine seiner Arbeiten, ein Porträt des schwäbischen Kurfürsten Friedrich II., beeinflusste Nachfolgewerke der Künstler Martin von Muralt und Joseph Wilhelm Ludwig Mack. Sein trauernder Genius befindet sich auf dem Stuttgarter Steigfriedhof. Klopstocks Grabmal auf dem Friedhof der Christianskirche (Ottensen) ist mit einem Relief Scheffauers (1804) geschmückt, einer allegorischen Darstellung der trauernden Religion, die an einer Urne lehnt.
Schon bei den frühen Planungen für die Walhalla bei Regensburg wurde Scheffauer 1808 mit einer Marmorbüste Johannes Keplers beauftragt nach dem Vorbild der Kepler-Büste Friedrich Wilhelm Eugen Dölls für den Kepler-Monopteros in Regensburg. Sie wurde jedoch dort nie aufgestellt, sondern durch eine Kepler-Büste Peter Schöpfs ersetzt. Scheffauers Büste befindet sich heute in der Vorhalle des Kepler Gedächtnishauses in Regensburg.
Das Denkmal der Gattenzärtlichkeit und Volksliebe, das 1796 zur Feier der Genesung des Landesherrn Friedrich Eugen von einer gefährlichen Krankheit errichtet wurde, wurde noch zu Lebzeiten Scheffauers vom Nachfolger Friedrich Eugens, König Friedrich I., wieder beseitigt.